# River Blakewater
Der River Blakewater ist ein Wasserlauf in Lancashire, England. Er entsteht im Osten von Blackburn und fließt in westlicher Richtung teilweise unterirdisch durch die Stadt, um im Westen der Stadt in den River Darwen zu münden.